# Carlos Higino Ribeiro de Alencar
Carlos Higino Ribeiro de Alencar (São Paulo, 31 de outubro de 1972) é um economista e auditor fiscal brasileiro, ex-ministro interino da Controladoria-Geral da União (CGU) e atual presidente do Conselho de Administração de Recursos Fiscais (Carf).
Foi secretário-executivo da Controladoria-Geral da União, assumindo interinamente o cargo de ministro em 21 de dezembro de 2015, permanecendo até 29 de fevereiro de 2016; a ocupação interina do cargo se deu em razão da saída de Valdir Moysés Simão. Em 2016, assumiu interinamente o cargo pela segunda vez, após a renúncia de Fabiano Silveira. Em janeiro de 2023, foi indicado para a presidência do Carf pelo ministro da Fazenda, Fernando Haddad.

## Carreira
Graduado em Economia pela Universidade de São Paulo (USP), em 1994, e em Direito pela Universidade Federal do Ceará (UFCE), em 2003. Mestre em Direito Constitucional pelo Instituto Brasiliense de Direito Público (IDP), em 2009. Doutorando em Direito pelo Centro Universitário de Brasília (UNICEUB) e pela Université Paris 1 - Pantheón Sorbonne. 
Auditor-Fiscal da Receita Federal do Brasil desde 1997, tendo sido aprovado para a área de Política e Administração Tributária.
Na Controladoria-Geral da União (CGU), foi Assessor, Corregedor-geral adjunto, Secretário-Executivo e Ministro Interino. 
Atuou na Presidência da República como Secretário-Executivo da Comissão de Ética Pública. 
Na Secretaria da Receita Federal do Brasil, do Ministério da Economia, foi chefe dos Escritórios de Corregedoria de Belém e Fortaleza, da Divisão de Ética e Disciplina e Coordenador-Geral de Programação e Logística. 
Foi ainda secretário de Estado de Transparência e Controle do Distrito Federal e vice-presidente do Conselho Nacional de Controle Interno (CONACI) - órgão que agrega os Secretários de Controle Interno dos Estados e de Municípios. Atuou como instrutor na CGU, na Escola de Administração Fazendária, na OAB-DF, no Instituto Brasiliense de Direito Público (IDP) e no Ministério da Justiça.

## Produção Bibliográfica
Esta é a produção bibliográfica:
- ALENCAR, Carlos Higino Ribeiro de; GICO Jr., Ivo Teixeira. Corrupção e judiciário: a (in)eficácia do sistema judicial no combate à corrupção. Revista Direito GV, v. 7, p. 75-98, 2011
- ALENCAR, Carlos Higino Ribeiro de. Controle de Constitucionalidade nos Sistemas Norte-Americano, Austríaco e Alemão: análise comparada e a tendência de convergência. Direito Público (Porto Alegre), v. 1, p. 175-192, 2010
- ALENCAR, Carlos Higino Ribeiro de. Eficiência, proporcionalidade e escolha do procedimento. Revista da CGU, v. 8, p. 40-48, 2010
- ALENCAR, Carlos Higino Ribeiro de. Os servidores públicos federais e a gestão de sociedades privadas. Revista da CGU, v. V, p. 46-55, 2008
- ALENCAR, Carlos Higino Ribeiro de; Gico Jr., Ivo; CALLEGARI, A. L.; MASCALA, C.; MALAN, D.; OLIVEIRA, E.; OLSSON, G. A.; TIMM, L. B.; FELDENS, L.; BARANDIER, M.; BOTTINO, T. Direito penal e economia. 12. ed. Rio de Janeiro: Elsevier FGV, 2012. v. I. 81 - 98p
- ALENCAR, Carlos Higino Ribeiro de. Transparência nos Estados e nos Municípios. Revista TCMRJ, Rio de Janeiro, p. 40 - 43, 13 jan. 2014
- ALENCAR, Carlos Higino Ribeiro de. Teto remuneratório: tempo de decidir. Correio Braziliense, 8 set. 2011
- ALENCAR, Carlos Higino Ribeiro de; ROCHA, M. N. N. Análise das penalidades graves aplicadas a servidores federais no Brasil: principais causas, modalidades punitivas, avaliação quantitativa e qualitativa. In: XIV Congreso Internacional del CLAD sobre la Reforma del Estado y de la Administración Pública, 2009, Salvador. Anais do XIV Congreso Internacional del CLAD sobre la Reforma del Estado y de la Administración Pública, 2009
- ALENCAR, Carlos Higino Ribeiro de. Os desafios para uma atuação integrada entre as instâncias judicial e administrativa no combate à corrupção. In: XIV Congreso Internacional del CLAD sobre la Reforma del Estado y de la Administración Pública, 2009, Salvador. Anais do XIV Congreso Internacional del CLAD sobre la Reforma del Estado y de la Administración Pública, 2009
- ALENCAR, Carlos Higino Ribeiro de; Vieira, V. L. R.; Mello, M. R. Sindicância patrimonial de servidores públicos. In: XI Congreso Internacional del CLAD sobre la Reforma del Estado y de la Administración Pública, 2006, Cidade da Guatemala. Anais do XI Congreso Internacional del CLAD sobre la Reforma del Estado y de la Administración Pública, 2006
- ALENCAR, Carlos Higino Ribeiro de; GICO Jr., Ivo Teixeira. When crime pays: measuring judicial efficacy against corruption in Brazil. In: 14ª Conferência Anual da Associação Latino-Americana e Ibérica de Direito e Economia, 2010. Anais da 14ª Conferência Anual da Associação Latino-Americana e Ibérica de Direito e Economia
- ALENCAR, Carlos Higino Ribeiro de. Regime Jurídico dos Servidores Públicos Civis do GDF - Lei Complementar nº 840/2011. 2012. (Apresentação de Trabalho/Conferência ou palestra)
- ALENCAR, Carlos Higino Ribeiro de. Eficácia das sanções administrativas e judiciais no combate à corrupção. 2012. (Apresentação de Trabalho/Seminário)
- ALENCAR, Carlos Higino Ribeiro de. Aplicação da ficha limpa na administração pública: alcance da restrição ao provimento de cargo de confiança. 2012. (Apresentação de Trabalho/Congresso)
- ALENCAR, Carlos Higino Ribeiro de. Entender a eficácia das sanções administrativas no combate à corrupção. 2012. (Apresentação de Trabalho/Conferência ou palestra)
- ALENCAR, Carlos Higino Ribeiro de. Corrupção e Transparência Governamental. 2012. (Apresentação de Trabalho/Conferência ou palestra)
- ALENCAR, Carlos Higino Ribeiro de. Prevenção e Combate à Corrupção e Eficácia Judicial no Brasil 2010 (5º Concurso de Monografias da CGU - 2º lugar - categoria profissionais)